# Kalesija
Kalesija – miasto w północno-wschodniej Bośni i Hercegowinie, w Federacji Bośni i Hercegowiny, w kantonie tuzlańskim, siedziba gminy Kalesija. W 2013 roku liczyła 2039 mieszkańców, z czego większość stanowili Boszniacy.

## Współpraca
Miejscowość partnerska:
- Zug, Szwajcaria